# Topsy

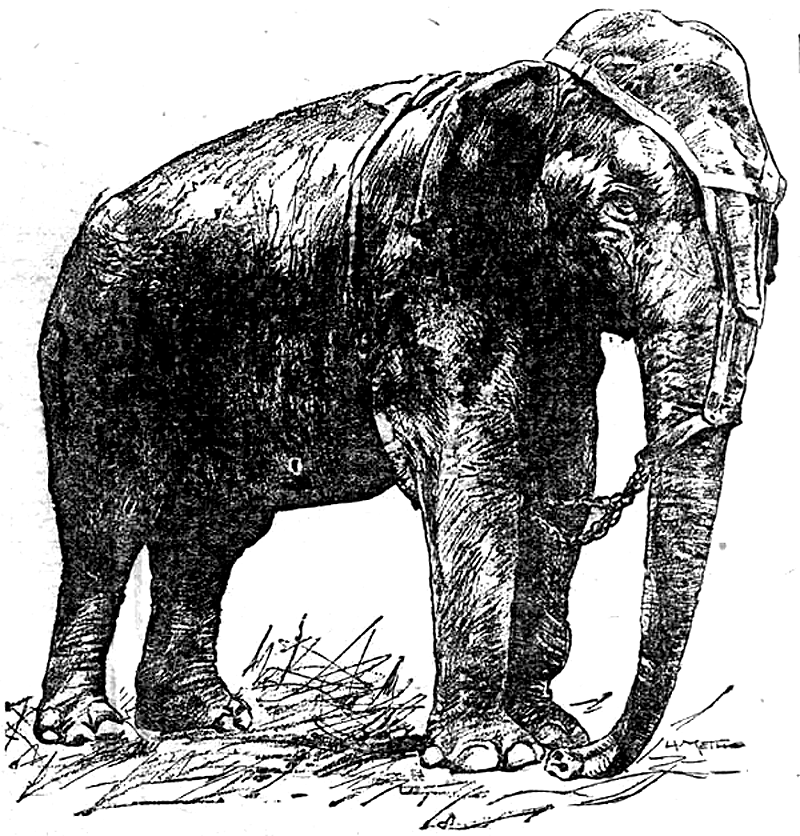
Topsy

Topsy (1875 circa - Coney Island, 4 gennaio 1903) fu un esemplare femmina di elefante indiano. Portato clandestinamente negli Stati Uniti d'America, divenne una delle attrazioni del circo di Adam Forepaugh. L'esemplare è noto per la sorte e per la condanna a morte decisa dai suoi proprietari nel 1903. Dopo aver causato la morte di tre uomini e aver tentato la fuga più volte, l'elefantessa fu infatti abbattuta con una scossa elettrica di 6600 volt, durante un'esibizione pubblica con centinaia di spettatori fra fotografi, giornalisti e altre persone giunte per assistere all'evento. Topsy è stata la prima elefantessa giustiziata con l'elettrocuzione, metodo di condanna a morte che era stato introdotto da pochi anni per gli uomini in alternativa all'impiccagione.

## La vita

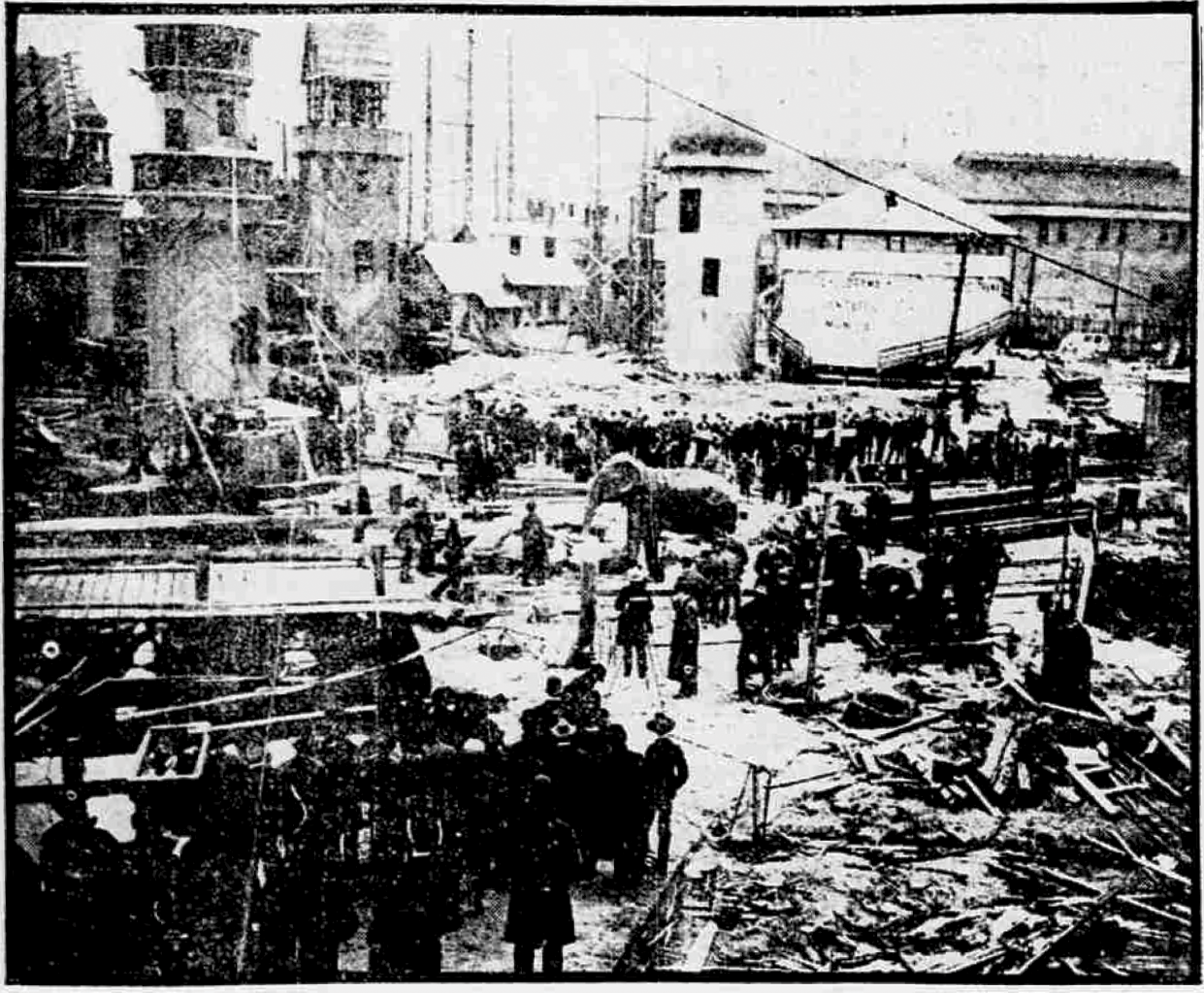
Topsy nel Luna Park di Coney Island

Nata nel sud-est asiatico intorno al 1875, l'elefantessa fu trasportata in America per partecipare agli spettacoli di circhi. Fu pubblicizzata come il primo esemplare nato sul suolo americano, nonostante fosse stata trasportata lì in clandestinità. Una volta adulta misurava un'altezza di tre metri per una lunghezza di sei: il suo peso era stimato tra le quattro e le sei tonnellate.
Venduta al Circo Forepaugh, Topsy fu addestrata a compiere diversi numeri: andare in monopattino, eseguire capriole, alzarsi sulle zampe posteriori, ballare in gonnella. Inizialmente Topsy ebbe un comportamento docile e mansueto e si esibì in molti spettacoli negli Stati Uniti.
Il 27 maggio 1902, a Brooklyn, un guardiano in stato di ebbrezza di nome James Fielding Blount entrò nel recinto degli elefanti e prese ad infastidirli: tentò insistentemente di dare da bere a Topsy del whisky e le bruciò la punta della proboscide con un sigaro acceso. L'elefantessa reagì calpestando e uccidendo l'uomo; la stampa dell'epoca arrivò ad attribuire all'animale l'etichetta di "elefantessa cattiva", imputandogli numerose uccisioni di uomini. La cifra esatta è incerta, e fu in seguito ridotta a tre persone. Il fatto convinse i direttori del Circo Forepaugh a vendere Topsy al Sea Lion Park, dove fu usata come animale da trasporto. Fu protagonista qui di una fuga, dopo che un guardiano la colpì dietro l'orecchio con un forcone.

## La decisione di sopprimere Topsy
Le ribellioni dell'animale, con i suoi tentativi di fuga uniti alla negativa nomea, fece decidere ai proprietari del Sea Lion Park di sopprimerla. Inizialmente si pensò di impiccarla, in una esibizione pubblica con un biglietto di ingresso venduto al prezzo di 25 centesimi di dollaro. Questa opzione fu però scartata, perché lo spettacolo delle sofferenze dell'elefantessa fu considerato contrario alla pubblica morale dalla Società per la Prevenzione della Crudeltà sugli Animali.
Scelsero quindi di combinare due sistemi: l'avvelenamento, con un pasto di carote misto a 460 grammi di cianuro, e la successiva elettrocuzione. La scelta di ricorrere all'elettricità sarebbe stata sostenuta, in particolare, da Thomas Edison, il quale era stato impegnato nella guerra delle correnti e nel tentativo di screditare la corrente alternata di Westinghouse e Nikola Tesla in favore di quella continua. Secondo numerose fonti, Edison avrebbe approfittato della situazione, preparando l'occorrente per l'esecuzione e assicurandosi che l'avvenimento fosse filmato nel tentativo di associare nelle menti degli spettatori la corrente alternata al pericolo e alla morte. Edison fu in effetti un protagonista della realizzazione della sedia elettrica, ma non ci sono prove di un coinvolgimento diretto dell'inventore nella morte di Topsy.

## La morte
La sua esecuzione venne fissata per il 4 gennaio 1903. Alle 14:45 di quella domenica, sul luogo dell'esecuzione erano presenti circa 250 spettatori, fra cui molti giornalisti, fotografi e ufficiali; mentre molte altre centinaia di persone si radunarono nei balconi e nelle terrazze vicine pagando 25 centesimi di dollaro per accedervi.
Quando Topsy si fermò a dieci piedi di distanza rifiutando di raggiungere la piattaforma predisposta per l'esecuzione, si tentò di convincere l'elefantessa usando delle mele e delle carote, senza riuscire però a portare Topsy sul luogo di morte. Secondo i testimoni, era come se Topsy avesse capito quale fosse il suo destino, rifiutando di prendervi parte. Furono offerti prima 25 e poi 50 dollari al suo ultimo custode, un uomo di nome William "Whitey" Alt, per convincerla a procedere verso la piattaforma, ma questi si rifiutò esclamando che non lo avrebbe fatto nemmeno per mille dollari. Alla fine le attrezzature e i cavi elettrici furono spostati. Furono spente tutte le luci elettriche dell'isola per poter avere una scarica forte a sufficienza per poter uccidere l'elefantessa. Mentre consumava il pasto contenente il veleno, un elettricista dalla stazione di Bay Ridge inviò la corrente attraverso i cavi. La scossa di 6600 volt durò per circa 10 secondi, uccidendo l'animale sul colpo. Durante l'esecuzione, uno degli operai rimase folgorato e rischiò di perdere la vita, restando svenuto a lungo prima di riprendere conoscenza.
L'avvenimento fu filmato in un documentario degli Edison Studios, Electrocuting an Elephant, che fu distribuito nei kinetoscopi. L'episodio ebbe una grande risonanza nell'opinione pubblica dell'epoca, ma fu presto dimenticato. A cento anni di distanza, nel 2003 fu eretto un monumento nel museo di Coney Island per commemorare la triste sorte di Topsy.